# Bart Taminiau

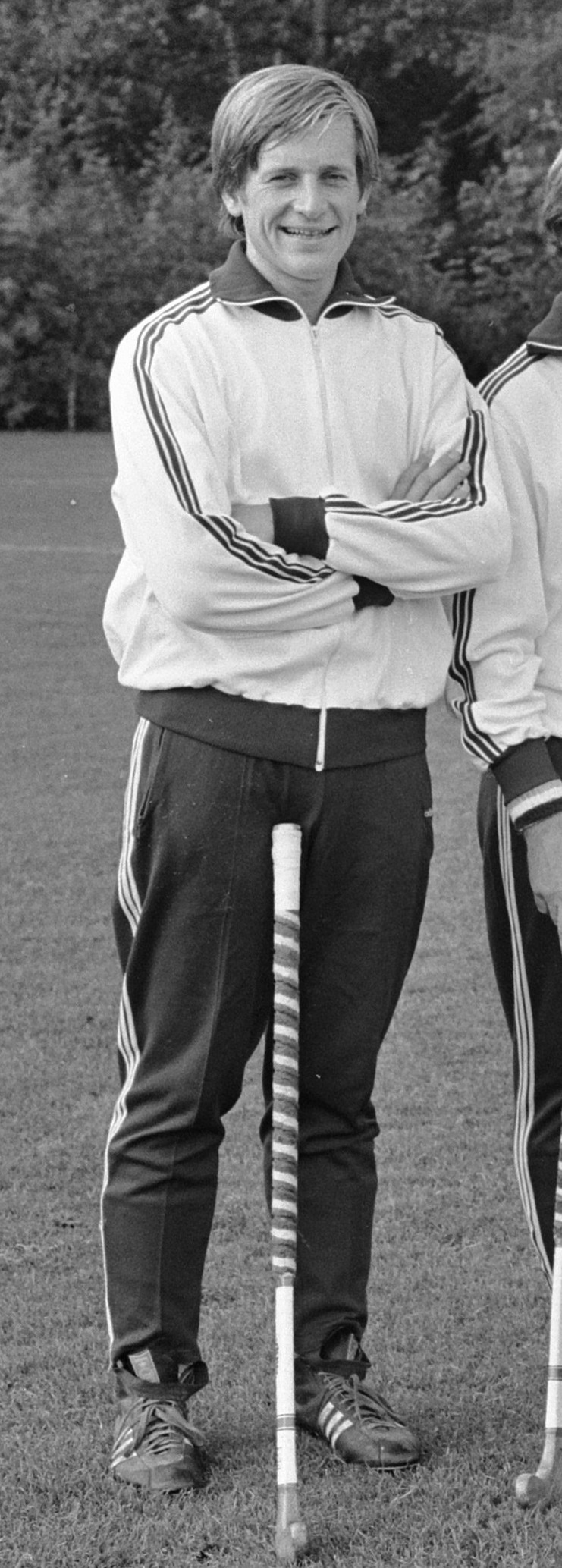
Bart Taminiau (1974)

	Bernardus „Bart“ Philippus Wilhelmus Maria Taminiau (* 27. März 1947 in Tilburg) ist ein ehemaliger niederländischer Hockeyspieler, der 1973 Weltmeister und 1970 sowie 1978 Europameisterschaftszweiter war.

## Sportliche Karriere
Der 1,83 m große Verteidiger absolvierte von 1970 bis 1978 insgesamt 85 Länderspiele für die niederländische Nationalmannschaft, in denen er drei Tore erzielte.
Taminiau debütierte im Januar 1970 bei einem Turnier in Indien in der Nationalmannschaft. Im September 1970 fand in Brüssel die erste Europameisterschaft statt. Die Niederlande gewannen ihre Vorrundengruppe und besiegten im Viertelfinale die Polen. Mit einem 2:0 gegen Spanien erreichten die Niederländer das Finale, das sie mit 1:3 gegen die deutsche Mannschaft verloren. Bart Taminiau wurde in zwei Spielen eingesetzt. Im Oktober 1971 wurde in Barcelona die erste Weltmeisterschaft ausgetragen. Die Niederländer belegten den sechsten Platz, wobei Taminiau in allen sechs Spielen dabei war.
Bei den Olympischen Spielen 1972 in München belegten die Niederländer in der Vorrunde den zweiten Platz hinter der indischen Mannschaft. Nach einer 0:3-Halbfinalniederlage gegen die Deutschen unterlagen die Niederländer im Spiel um Bronze den Indern mit 1:2. Taminiau spielte in sechs von neun Spielen. Im Jahr darauf bei der Weltmeisterschaft 1973 in Amstelveen belegten die Niederländer in der Vorrunde den zweiten Platz hinter der Mannschaft Pakistans. Im Halbfinale gegen die deutsche Mannschaft gewannen die Niederländer genauso im Siebenmeterschießen wie im Finale gegen die Inder. Sowohl im Halbfinale als auch im Finale verwandelte Taminiau den letzten und entscheidenden Siebenmeter. 1974 bei der Europameisterschaft in Madrid unterlagen die Niederländer im Halbfinale den Spaniern mit 0:1. Im Spiel um den dritten Platz gewannen sie gegen das englische Team mit 4:1.
Nachdem Taminiau 1975 nur ein Länderspiel absolviert hatte, war er 1976 wieder Stammspieler. Bei den Olympischen Spielen 1976 in Montreal gewannen die Niederländer ihre Vorrundengruppe, unterlagen aber im Halbfinale der neuseeländischen Mannschaft in der Verlängerung. Abschließend verloren sie auch das Spiel um die Bronzemedaille gegen Pakistan und belegten den vierten Platz wie vier Jahre zuvor. Taminiau kam in sieben Spielen zum Einsatz. 1978 nahm Taminiau nicht an der Weltmeisterschaft im März teil. Erst im Juni 1978 absolvierte er sein erstes Länderspiel nach den Olympischen Spielen 1976. Bei der im September ausgetragenen Europameisterschaft in Hannover gewannen die Niederländer ihre Vorrundengruppe und bezwangen im Halbfinale die Engländer mit 5:0. Im Finale verloren die Niederländer mit 2:3 gegen die Deutschen. Das Europameisterschaftsfinale war Taminiaus letztes Länderspiel.
Bart Taminiau spielte für den Tilburg Mixed Hockey Club.